# اپیک رکوردز
اپیک رکوردز (به انگلیسی: Epic Records) یک شرکت آمریکایی ناشر موسیقی است که در سال ۱۹۵۳ بنیان‌گذاشته شد. اپیک یکی از شرکت‌های زیرمجموعهٔ سونی میوزیک انترتینمنت است.
اپیک رکوردز در ابتدای کارش بیشتر در زمینهٔ انتشار آثار هنرمندان جَز فعالیت می‌کرد اما بعداً به انتشار آثاری از سبک‌های مختلف موسیقی روی‌آورد. این شرکت، چند زیرمجموعه و شرکت تابع دارد.